# Diaperis boleti
Espèce
Diaperis boleti est un coléoptère mycophage de la famille de ténébrionidés, sous-famille des Diaperinae, tribu des Diaperini, et du genre Diaperis.
Il se nourrit essentiellement de champignons polypores dans les forêts feuillues.

## Description
L'insecte, bombé et de forme ovoïde mesure de 6 à 8 mm de long. Les élytres sont noirs, brillants et jaunes ou orangés. La larve est allongée et cylindrique.

## Comportement

### Alimentation
Mycophage : il se nourrit essentiellement des agarics, du Polypore du bouleau (Piptoporus betulinus) et du Polypore soufré (Laetiporus sulphureus).

### Reproduction
La ponte a lieu dès le mois de mai dans les sporophores.

Les larves éclosent en juin, une seconde éclosion est possible en septembre. Les larves se nourrissent du champignon.

## Répartition et habitat
Répartition
Europe occidentale et centrale.
Habitat
Inféodé aux forêts feuillues caducifoliées, il est lié à la présence des polypores.

## Systématique
L'espèce Diaperis boleti a été décrite  par le naturaliste suédois Carl von Linné en 1758 sous le nom initial de Chrysomela boleti. Étienne Louis Geoffroy en 1762 décrivit le genre Diaperis.

### Synonymie
- Chrysomela boleti Linné, 1758 Protonyme